# خرگوش‌ها در استرالیا

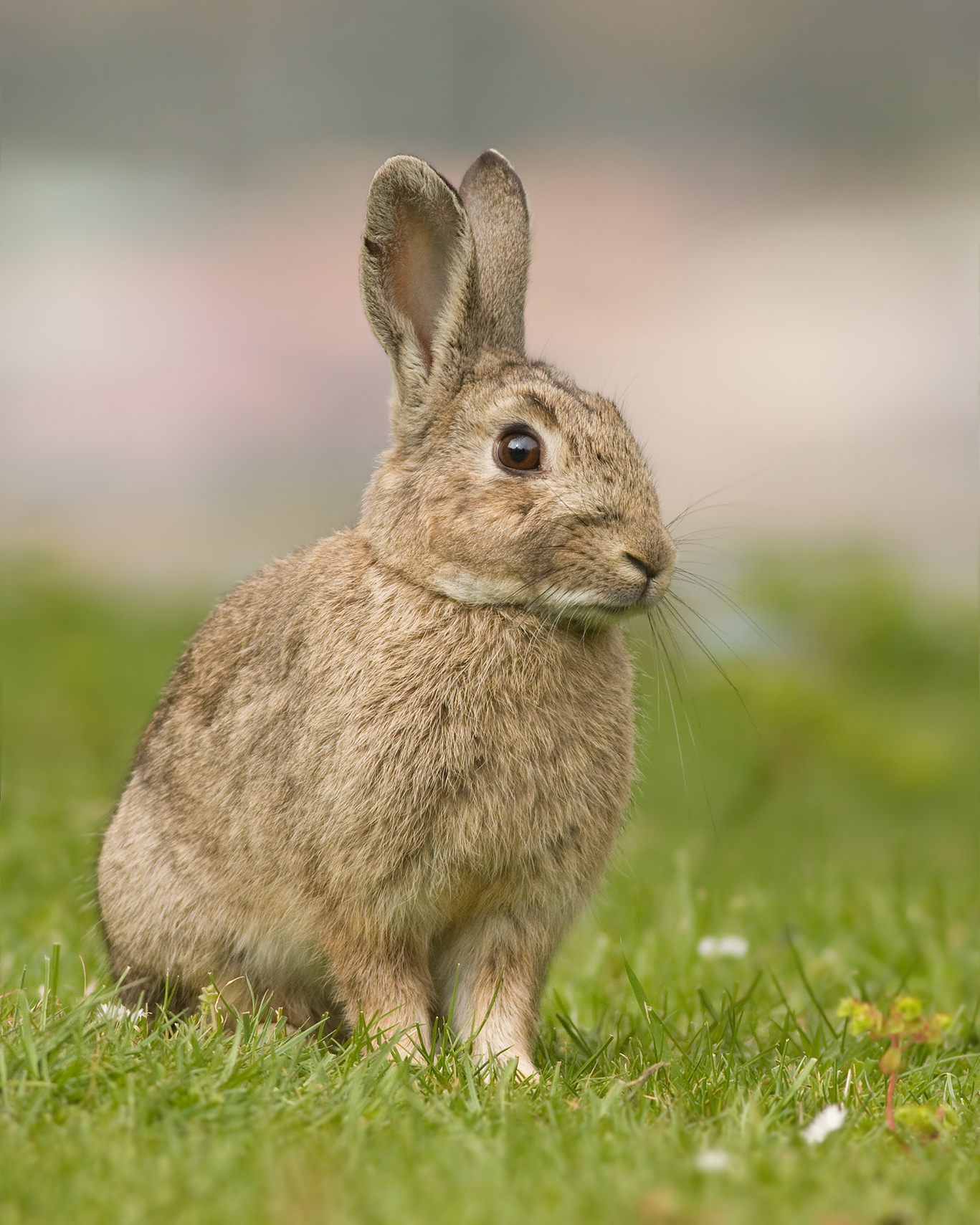
یک خرگوش اروپایی در تاسمانی.

خرگوشها یک آفت کشاورزی پستاندار و یک گونه مهاجم جدی در استرالیا هستند که میلیون‌ها دلار خسارت به محصولات کشاورزی وارد می‌کنند. خرگوش‌ها در قرن هیجدهم توسط نخستین گروه مهاجرین اروپایی به استرالیا آورده شدند و پس از رهاسازی در ۱۸۵۹ به طور گسترده در آنجا پراکنده شدند. روش‌های متعددی در قرن بیستم برای کنترل جمعیت آن‌ها آزموده شد. روش‌های معمولی مانند شلیک به آنها و تخریب لانهٔ آنها آزموده شد ولی موفقیت آن محدود بود. در ۱۹۰۷ در تلاشی ناموفق برای محدودسازی خرگوش‌ها یک حصار ضد خرگوش در استرالیای غربی ساخته شد. ویروس میکسوما که باعث میکسوماتوسیس می‌شود، در دهه ۱۹۵۰ به جمعیت خرگوش‌ها وارد شد و جمعیت خرگوش‌ها را به شدت کاهش داده است.